# قوملاق (اغوز)
قوملاق (به لاتین: Qumlaq) یک منطقه مسکونی در جمهوری آذربایجان است که در شهرستان اغوز واقع شده‌است. قوملاق ۱۴۸۰ نفر جمعیت دارد.